# Александар Христовски
Александар Христовски (Лазарополе, 24. мај 1933 — Скопље, 23. јануар 2000) је био Македонски песник и преводилац. Завршио је Филолошки факултет у Скопљу. Радио је као управник центра за стране језике у Скопљу. Члан је ДПМ-а (Друштва писаца Македоније, Друштво на писателите на Македонија) од 1967. године.